# II liga polska w piłce siatkowej mężczyzn (2003/2004)
II liga polska w piłce siatkowej mężczyzn 2003/2004 – 14. edycja ligowych rozgrywek siatkarskich trzeciego szczebla, organizowanych przez Polski Związek Piłki Siatkowej pod nazwą II liga.
Zmagania toczą się dwuetapowo:
1. Etap I (dwurundowa faza zasadnicza) – przeprowadzona w formule ligowej, systemem kołowym (tj. "każdy z każdym - mecz i rewanż"). Miała na celu wyłonienie dwóch grup: walczącej o awans do I ligi i walczącej o utrzymanie się w II lidze polskiej.
2. Etap II (dwurundowa faza play-off) – przeprowadzona w systemem pucharowym. Rywalizacja toczyła się o miejsca 1-4 oraz o utrzymanie. Przystąpiło do niej 8 drużyn. Zwycięzcy rozgrywek w poszczególnych grupach awansowali do I ligi.

## Drużyny uczestniczące

### Grupa 1
Grupę 1 tworzyły drużyny z województw: dolnośląskiego (części), lubuskiego, wielkopolskiego i zachodniopomorskiego.
| Skrót | Drużyna                        |
| ----- | ------------------------------ |
| GŁO   | SPS Chrobry Vivo Głogów        |
| MIĘ   | MKS MOW Orzeł Międzyrzecz      |
| POL   | AKS Politechnika Poznań        |
| BUD   | UKS Budowlanka Ogicom Poznań   |
| SZC   | KS Morze Bałtyk Szczecin       |
| ŚWI   | MMKS Maraton Świnoujście       |
| ZG    | AZS Gwardia Gubin Zielona Góra |

### Grupa 2
Grupę 2 tworzyły drużyny z województw: dolnośląskiego (części), małopolskiego (części), opolskiego i śląskiego (części).
| Skrót | Drużyna                         |
| ----- | ------------------------------- |
| AND   | MKS Andrychów                   |
| ENE   | MCKiS Energetyk Jaworzno        |
| LEG   | KS Ikar Inkasso Reform Legnica  |
| NYS   | SKS Mechanik Nysa               |
| OLK   | LKS Kłos Hilcus Olkusz          |
| RAC   | KS AZS Rafako Racibórz          |
| GLI   | AZS Politechnika Śląska Gliwice |
| WOŁ   | TKKF Pomet Razem Wołów          |
| POR   | MKS Poręba                      |

### Grupa 3
Grupę 3 tworzyły drużyny z województw: lubelskiego (części), mazowieckiego (części), podlaskiego, pomorskiego i warmińsko-mazurskiego.
| Skrót | Drużyna                 |
| ----- | ----------------------- |
| GDY   | Alpat Gdynia            |
| GIŻ   | MOSiR Giżycko           |
| HAJ   | Moderator OSiR Hajnówka |
| OLS   | AZS UWM Olsztyn II      |
| OST   | ASPS Net Ostrołęka      |
| SGD   | SKS Starogard Gdański   |
| SZC   | PKS Gwardia Szczytno    |
| WAW   | MKS MDK Warszawa        |

### Grupa 4
Grupę 4 tworzyły drużyny z województw: lubelskiego (części), łódzkiego, małopolskiego (części), mazowieckiego (części) i śląskiego (części).
| Skrót | Drużyna                             |
| ----- | ----------------------------------- |
| BEŁ   | Skra Bełchatów II                   |
| BRZ   | Okocimski Brzesko                   |
| WAN   | BKS Wanda Kraków                    |
| CZE   | Delic-Pol Norwid AZS Częstochowa II |
| AHG   | WKS Wawel AGH Kraków                |
| LUB   | ZKS Cukrownik Lublin                |
| OZO   | MKS Bzura Ozorków                   |
| SPA   | SMS PZPS Spała II                   |
| WRK   | WTS Warka                           |

## Grupa 1
| Lp. | Drużyna                        |
| --- | ------------------------------ |
| 1   | MKS MOW Orzeł Międzyrzecz      |
| 2   | AKS Politechnika Poznań        |
| 3   | AZS Gwardia Gubin Zielona Góra |
| 4   | KS Morze Bałtyk Szczecin       |
| 5   | MMKS Maraton Świnoujście       |
| 6   | SPS Chrobry Głogów             |
| 7   | UKS Budowlanka Ogicom Poznań   |

     awans do I ligi
     spadek do III ligi

## Grupa 2
| Lp. | Drużyna                        |
| --- | ------------------------------ |
| 1   | AZS Politechnika Śląska        |
| 2   | KS Ikar Inkasso Reform Legnica |
| 3   | MCKiS Energetyk Jaworzno       |
| 4   | MKS Andrychów                  |
| 5   | TKKF Pomet-Razem Wołów         |
| 6   | SKS Mechanik Nysa              |
| 7   | KS AZS Rafako Racibórz         |
| 8   | Hilcus Olkusz                  |
| 9   | MKS Poręba                     |

     awans do I ligi
     spadek do III ligi

## Grupa 3
| Lp. | Drużyna                 |
| --- | ----------------------- |
| 1   | Moderator OSiR Hajnówka |
| 2   | Gwardia Szczytno        |
| 3   | AZS II Olsztyn          |
| 4   | ASPS Net Ostrołęka      |
| 5   | MDK Warszawa            |
| 6   | SKS Starogard Gdański   |
| 7   | MOSiR Giżycko           |
| 8   | Alpat Gdynia            |

     awans do I ligi

## Grupa 4
| Lp. | Drużyna                             |
| --- | ----------------------------------- |
| 1   | Skra Bełchatów II                   |
| 2   | MKS Bzura Ozorków                   |
| 3   | Okocimski Brzesko                   |
| 4   | WTS Warka                           |
| 5   | Cukrownik Lublin                    |
| 6   | Wawel AGH Kraków                    |
| 7   | Delic-Pol Norwid AZS Częstochowa II |
| 8   | BKS Wanda Kraków                    |
| 9   | SMS PZPS Spała II                   |

     awans do I ligi
     spadek do III ligi